# عضلة ثلاثية الرؤوس العضدية
العَضَلَة الثُّلاَثِيَّة الرُّؤوس العَضُدِيّة (باللاتينية: Muscle triceps brachial) هي إحدى عضلات الأطراف العليا.

## المنشأ والمُرتكز
الرءوس الثلاثة للعَضَلَةِ ثُّلاَثِيَّةِ الرُّءوسِ العَضُدِيَّة لها الأسماء والمناشيء التالية:
- الرأس الطويل: يبدأ من الحُدَيبَة تَحْتَ الحُقية لعظم الكتف.
- الرأس الوحشي: يبدأ من الجانب الخلفي لجذع عظم العضد والذي يقع من الجهة الوحشية والعلوية للتَّلَمُ (تَلَمُ العَصَبِ الكُعْبُرِيّ) الحَلَزونِيّ.
- الرأس الأِنسي: يبدأ من الجانب الخلفي لجذع عظم العضد والذي يقع للجانب الأِنسي والسُفلي للتَّلَمُ الحَلَزونِيّ (تَلَمُ العَصَبِ الكُعْبُرِيّ).

تتقارب ألياف العضلة الثُّلاَثِيَّةِ الرُّؤوسِ العَضُدِيّة لتُشكل وتر واحد والذي يرتكز في النَّاتِئُ الزُّجِّيُّ لعظم الزند. بعض اللبائن لها رأس رابع «الرأس الإضافي» الذي يقع بين الرأسين الوحشي والأِنسي للعضلة.

## وظيفة العضلة وتدريبها
تُعدّ العَضَلَةِ الثُّلاَثِيَّةِ الرُّءوسِ عضلة باسطة بعكس العَضَلَةُ ذاتُ الرَّأْسَينِ العَضُدِيَّة التي تُعدّ عضلة عاطفة.
بسط مفصل المرفق مهم للعديد من الفعاليات الرياضية. عادةَ تُدَرَب العَضَلَةُ ذاتُ الرَّأْسَينِ العَضُدِيَّة لأغراض جمالية، ولكن ذلك يُعتبر خطأ في اللياقة البدنية. إنهُ من المهم ابقاء التوازن بين العَضَلَةِ ذاتِ الرَّأْسَينِ العَضُدِيَّة والعضلة الثُّلاَثِيَّةِ الرُّؤوسِ العَضُدِيّة لغرض أعطاء حركة فعالة. تٌستخدم حركات الدفع والسحب عادةً لقياس النسبة بين العضلتين المذكورتين سابقاَ.

## معرض صور

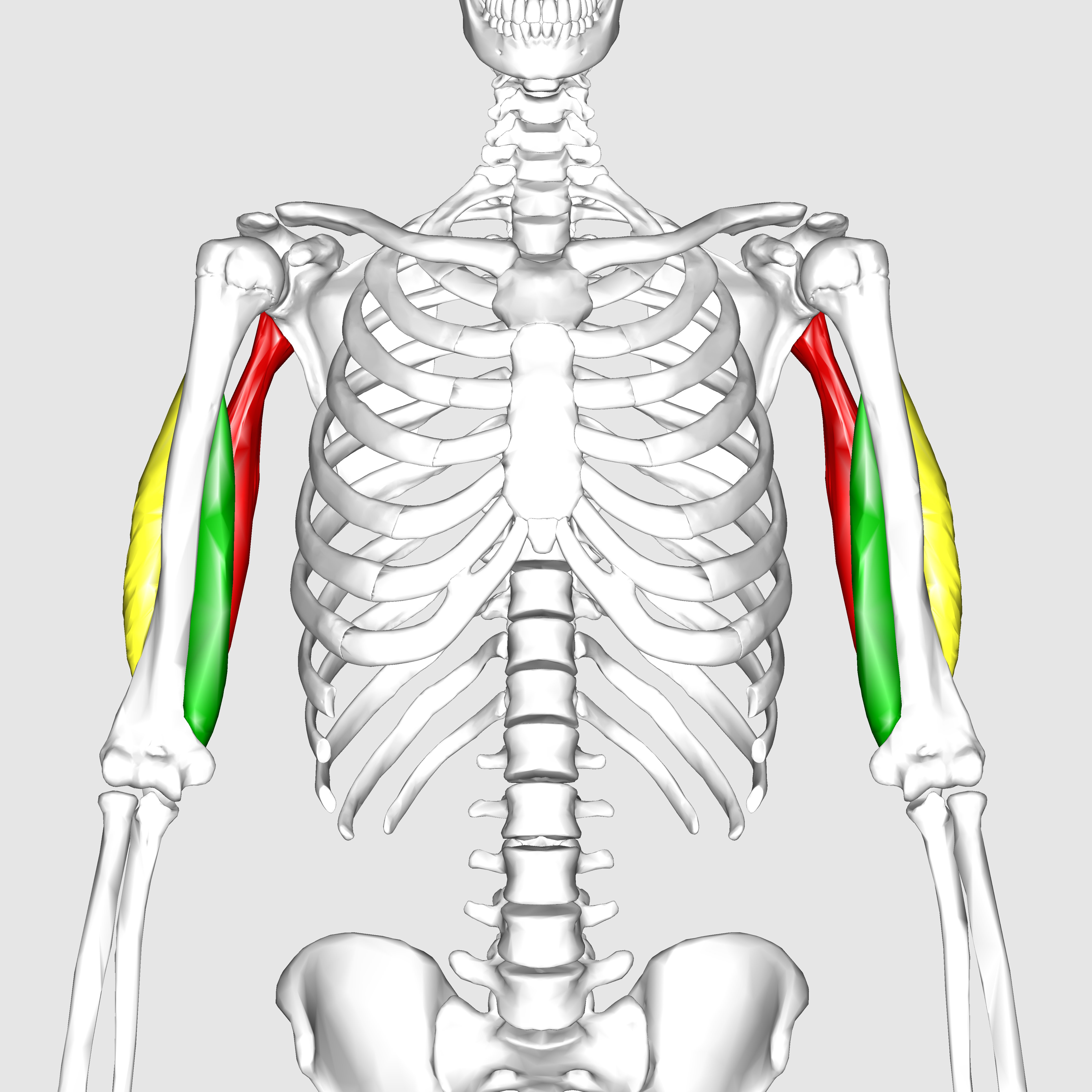
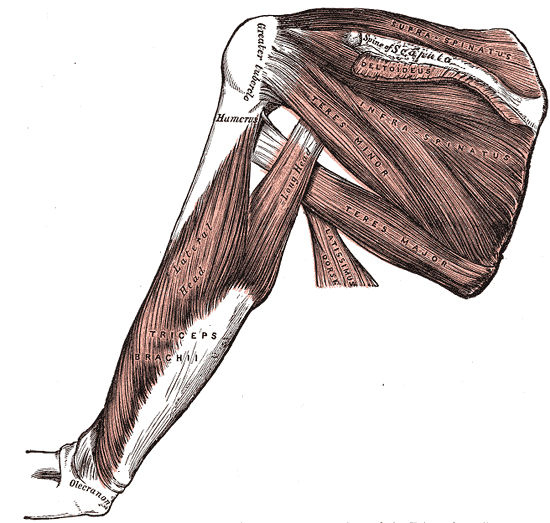